# 6797 Östersund
6797 Östersund là một tiểu hành tinh vành đai chính với chu kỳ quỹ đạo là 1818.4454009 ngày (4.98 năm).
Nó được phát hiện ngày 21 tháng 3 năm 1993.